# Alea Jacta Est
Alea Jacta Est (La Suerte Está Echada) es el tercer álbum de estudio de la banda WarCry.

## Reseña
El álbum fue grabado en los estudios de Jaus Records durante la gira de promoción de El sello de los tiempos, producido por Victor y Alberto, coproducido por Slaven Kolak, masterizado por Francisco Martínez en los estudios M-20 en Madrid, mezclado y editado por Esteban Casasolas en Jaus Records y el diseño gráfico y de portada por Ricardo Menéndez. Este fue el primer disco de la banda en presentar contribuciones de todos los miembros (exceptuando a Fernando y Alberto), convirtiendo la música y las letras mucho más introspectivas.
Este álbum fue el último en presentar al bajista Álvaro Jardón que dejó el grupo al terminar el último concierto de la gira de El sello de los tiempos debido a razones personales y musicales. El resto de los integrantes respetaron su decisión y dijeron que sus aportes estarán siempre presentes en la historia de WarCry.
Doce días después de su lanzamiento el disco alcanza el puesto n.º 3 en la lista de ventas de la Fnac, compitiendo con álbumes de todos los géneros musicales también teniendo una gran recepción por parte de críticos y fanes por igual. A un mes de su lanzamiento Victor y Manuel ganan los premios por mejor vocalista y tecladista respectivamente, en los "Radial Awards" celebrados en España.
La gira para promocionar el álbum comenzó el 5 de marzo de 2004 durando más de 7 meses y tocando con bandas como DarkSun, Abyss, Transfer, entre otras. En el primer concierto también se presentó al nuevo bajista del grupo, Roberto García, quien había dejado Avalanch debido a diferencias personales y profesionales con Alberto Rionda, donde antes tocaba la guitarra rítmica y aprovechó la oportunidad para audicionar para la vacante.

## Lista de canciones
Todas las canciones compuestas por Víctor García, excepto donde se indique

| N.º | Título                                                    | Duración |  |
| 1.  | «El Guardián de Troya»                                    | 6:06     |  |
| 2.  | «Iberia»                                                  | 5:19     |  |
| 3.  | «Despertar (Pablo García)»                                | 5:36     |  |
| 4.  | «Lamento (Álvaro Jardón)»                                 | 4:57     |  |
| 5.  | «Sin Tu Voz»                                              | 5:59     |  |
| 6.  | «Aire»                                                    | 5:23     |  |
| 7.  | «Junto a Mí (Música: Pablo, Manuel; Letras:Pablo García)» | 4:47     |  |
| 8.  | «Espíritu de Amor»                                        | 5:13     |  |
| 9.  | «Fé (Manuel Ramil)»                                       | 7:13     |  |
| 10. | «Reflejos de Sangre (Música y letras: Pablo, Manuel)»     | 7:49     |  |

## Intérpretes
- Víctor García: voz y coros
- Pablo García: guitarras
- Fernando Mon: guitarras
- Álvaro Jardón: bajo
- Manuel Ramil: teclado y sintetizadores
- Alberto Ardines: batería y percusión

- Datos: Q4714058